# Polit
Polit – polskie nazwisko.

## Osoby o tym nazwisku
- Emil Polit – polski malarz
- Jakub Polit – polski historyk
- Kinga Polit – polska malarka
- Mateusz Polit – polski historyk, reżyser, tancerz, choreograf
- Zbigniew Polit – wiceprezydent Łodzi, działacz polityczny i samorządowy